# Забавне личко
Забавне личко (англ. Funny Face) — комедійний фільм 1957 року.

## Сюжет
Редактор жіночого журналу «Quality» Меґґі Прескотт та її провідний фотограф Дік Ейвері зайняті пошуками нового обличчя для обкладинки журналу, обличчя, здатного перевернути світ моди. Їм приходить в голову показати жінку інтелектуалкою, яка вміє читати книги, для чого галаслива компанія вирушає на фотосесію до маленького книжкового магазинчика. Зіткнувшись там з продавчинею Джо, Дік розуміє, що її забавне личко — майбутній еталон краси. Джо вважає людей, які увірвалися до неї, божевільними, але погоджується на пропозицію поїхати з ними на знімання до Парижа. Адже там читає лекції її кумир, професор Флостер, що проповідує новий стиль спілкування. І ця компанія їде до Парижа, забувши, що працювати там важко, адже це місто закоханих..